# Мурдюг
Мурдюг (Большой Мурдюг) — река в России, протекает в Оричевском районе Кировской области. Устье реки находится в 494 км по левому берегу реки Вятки. Длина реки составляет 21 км. В 1,8 километрах от устья принимает слева реку Тумана.
Исток реки в урочище Рябушонки южнее села Пищалье (Пищальское сельское поселение) в 25 км к юго-востоку от Котельнича. Течёт на юго-запад по ненаселённому лесному массиву. Притоки — Малый Мурдюг, Тумана. До впадения Малого Мурдюга также называется Большой Мурдюг. Впадает в Вятку выше посёлка Суводи.

## Данные водного реестра
По данным государственного водного реестра России относится к Камскому бассейновому округу, водохозяйственный участок реки — Вятка от города Котельнич до водомерного поста посёлка городского типа Аркуль, речной подбассейн реки — Вятка. Речной бассейн реки — Кама.
По данным геоинформационной системы водохозяйственного районирования территории РФ, подготовленной Федеральным агентством водных ресурсов:
- Код водного объекта в государственном водном реестре — 10010300412111100036153
- Код по гидрологической изученности (ГИ) — 111103615
- Код бассейна — 10.01.03.004
- Номер тома по ГИ — 11
- Выпуск по ГИ — 1